# Schwackaea
Schwackaea là chi thực vật có hoa trong họ Mua.